# Norman Fucking Rockwell!
《Norman Fucking Rockwell》(일부 음반에서는 약칭 《NFR!》로 표기)는 미국의 싱어송라이터 라나 델 레이의 여섯 번째 정규 앨범으로, 2019년 8월 30일 인터스코프 레코드와 폴리도르 레코드를 통해 발매되었다. 이 앨범은 주로 델 레이와 잭 안토노프가 프로듀싱을 맡았으며, 잭 도스, 앤드류 와트, 델 레이의 오랜 협력자 릭 노웰스가 추가로 참여하였다. 음악적으로 《Norman Fucking Rockwell!》은 사이키 록 요소, 피아노 발라드, 다양한 클래식 록 아티스트에 대한 언급이 섞인 소프트 록 사운드를 탐구한다. 앨범 제목은 화가이자 일러스트레이터인 노먼 록웰을 참조한 것이다.
이 앨범의 홍보를 위해 〈Mariners Apartment Complex〉, 〈Venice Bitch〉, 〈Hope Is a Dangerous Thing for a Woman Like Me to Have – but I Have It〉, 〈Doin' Time〉, 〈The Greatest〉의 다섯 곡이 싱글로 발매되었다. 델 레이는 이를 홍보하기 위해 다섯 번째 콘서트 투어인 The Norman Fucking Rockwell! Tour에 나섰으며, 이 투어는 2019년 9월 21일에 시작되어 같은 해 11월 30일에 종료되었다.
《Norman Fucking Rockwell!》은 전반적으로 비평가들의 극찬을 받았다. 음악 평론가들은 이 앨범의 시적이고 세련된 가사, 프로덕션, 그리고 델 레이의 음악적 성장에 대해 호평했다. 이 앨범은 영국을 포함한 7개국에서 1위를 차지하며, 영국에서 델 레이의 네 번째 1위 앨범이 되었다. 미국에서는 빌보드 200 차트에서 3위를 기록하며, 델 레이의 다섯 앨범 연속 톱5 진입이라는 성과를 이뤘다. 또한 이 앨범은 제62회 그래미상에서 올해의 앨범 부문 후보에 올랐다. 《Norman Fucking Rockwell!》은 다수의 매체에서 2019년 최고의 앨범 중 하나로 선정되었으며, 발매 이후 지금까지도 10년간, 나아가 역대 최고의 앨범 중 하나로 손꼽히고 있다. 《롤링 스톤》은 이 앨범을 '역사상 가장 위대한 500장의 앨범' 목록에 포함시켰다.

## 배경
라나 델 레이는 본래 새드코어라 불리는, 슬프고 우울한 가사를 불렀다. 하지만 도널드 트럼프가 대통령 자리에 당선이 된 후 가사의 주제가 바뀌었다. 2019년에 엘패소와 데이턴에서 일어난 총기 난사 사건으로 노래 ‘Looking for America’를 발매하였다.
라나 델 레이는 다섯 번째 정규 음반 “Lust for Life”를 2017년 7월에 발매하였다. 음반은 영국 음반 차트와 미국 빌보드 200 차트를 포함하여 오스트레일리아, 스코틀랜드, 스웨덴, 스페인 등의 국가에서 1위를 달성하고, 다른 나라의 차트에도 상위권에 진입하는 등 상업적인 성공을 거두었다. 또한 제60회 그래미 어워드에서 최우수 팝 보컬 음반 부문에 후보로 올랐으며, 시상식 레드카펫 자리에서 다음에는 어떤 것을 하느냐는 질문에 "몇 곡 정도 다른 노래가 있으며, 음반에 수록될지 안 될지 모르는 ‘Bartender’라는 트랙이 있다."고 답하였다.

## 표지 및 제목

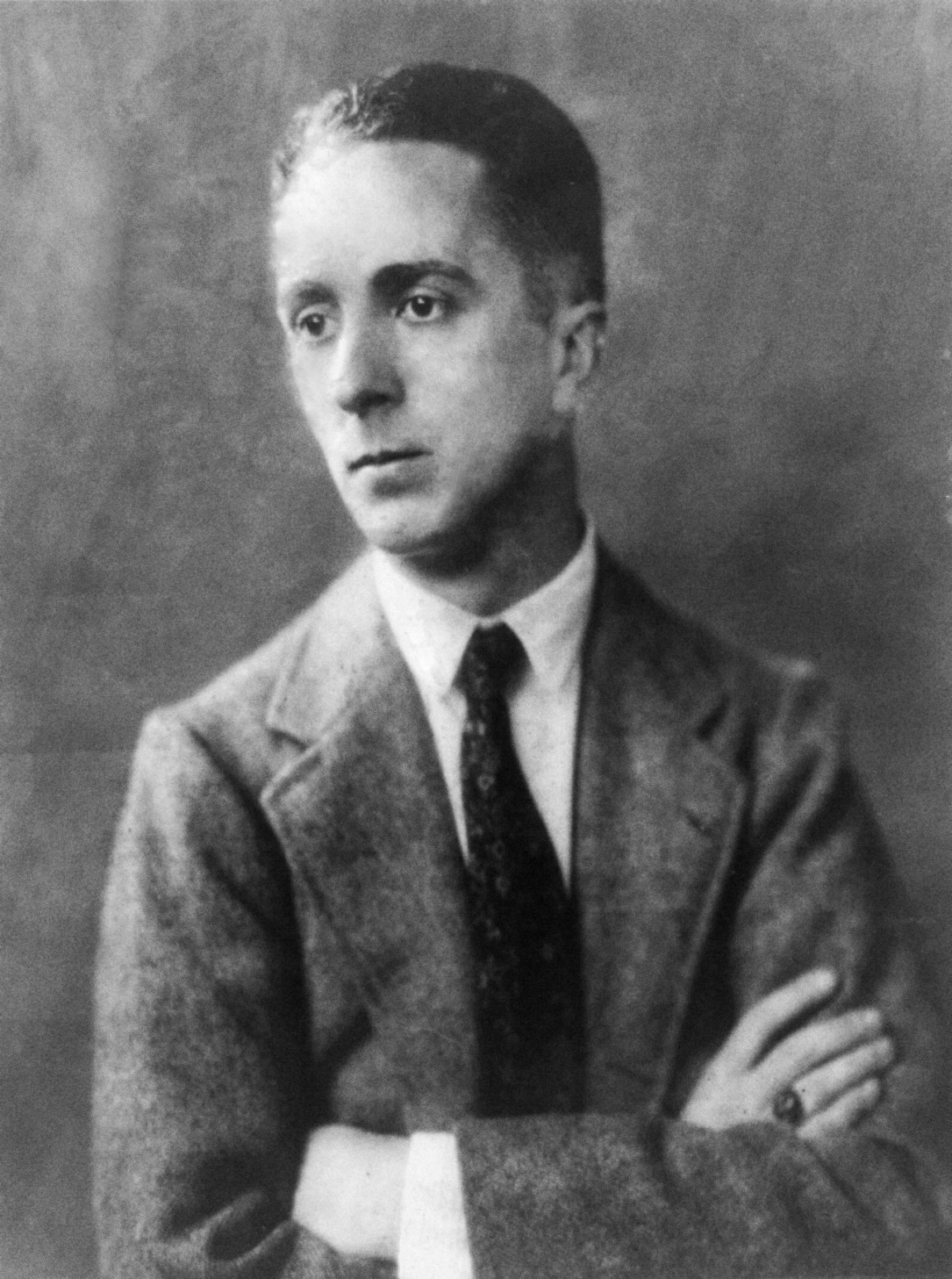
음반의 제목은 미국의 대공황 시기에 활동한 화가 노먼 록웰에서 따왔다.

“Nomran Fucking Rockwell!”이라는 이름은 1920년대 미국이 대공황이던 시절에 미국의 일상을 그렸던 화가 겸 일러스트레이터 노먼 록웰에서 그 이름을 가져왔다. 당시 노먼이 그리던 그림은 부유함에 가려져 대공황이 오는 것을 눈치채지 못하였던 당시의 광경을 그린 것으로, 라나 델 레이는 자신이 품던 진정한 아메리칸 드림이라는 의문이 당시 노먼 록웰이 그림으로 표현하였던 것과 비슷하다고 생각하였기 때문이다.
표지의 콘셉트는 실제로는 존재하지 않았던 나라에 대한 낭만으로 가득 차 있는 미국의 대중 문화를 델 레이가 만화책 스타일의 타이포그래피와 팝 아트 스타일로 표현한 것이다. 표지에서 델 레이는 배 위에서 한 남성의 허리춤을 잡은 채 손을 뻗고 있는 모습을 하고 있다. 사람 뒤에는 성조기가 있으며, 바다 저편의 땅에서는 불이 치솟고 있다. 라나 델 레이는 이를 ‘The greatest’에서 "LA가 불꽃 속에 있어, 뜨거워지는 중이야”라는 가사를 통해 표현하였다.
표지에서 라나 델 레이의 옆에 있는 남성은 듀크 니컬슨으로, 미국의 배우 잭 니컬슨의 손자이다. 델 레이는 니컬슨에게 전화를 걸어서 "내일 음반 표지를 촬영하는데, 출연할 거야?"라고 물었고, 니컬슨이 알겠다고 답하였다. 촬영은 라나 델 레이의 동생이자 사진작가인 척 그랜트가 촬영하였다.

## 평가
| 전문가 평가          | 전문가 평가 |
| 총 점수              | 총 점수     |
| 출처                 | 점수        |
| -------------------- | ----------- |
| AnyDecentMusic?      | 8.5/10      |
| 메타크리틱           | 87/100      |
| 평가 점수            |             |
| 출처                 | 점수        |
| NME                  | [ 8 ]       |
| 피치포크             | 9.4/10      |
| 컨시퀀스 오브 사운드 | A−          |
| 팝매터스             | 9/10        |
| 올뮤직               | [ 12 ]      |
| 롤링 스톤            | [ 13 ]      |
| 옵저버               | [ 14 ]      |
| 가디언               | [ 15 ]      |
| 인디펜던트           | [ 16 ]      |
| 디 A.V. 클럽         | B           |

“Norman Fucking Rockwell!”은 음악 평단으로부터 극찬을 받았으며, 또한 라나 델 레이의 경력 사상 가장 많은 호평을 받은 음반이기도 하다. 주요 매체의 리뷰와 평점을 모아 100점 만점으로 평균을 매기는 리뷰 애그리게이터 웹사이트 메타크리틱에서는 28개의 리뷰를 통해 87점이 나왔으며, AnyDecentMusic?에서는 24개의 리뷰를 통해 10점 만점 중 8.5점이 부여되었다.
피치포크의 젠 펠리는 이 음반이 라나 델 레이를 아메리카의 살아있는 최고의 송라이터 중 한 명으로 만들어주었다고 언급하면서 10점 만점 중 9.4점으로 평하였고, 베스트 뉴 뮤직에 선정되었다. 롤링 스톤에 리뷰를 쓴 롭 셰필드는 별 네 개 반을 주면서 "오랜 기간 동안 기다려온 'Nomran Fucking Rockwell'은 모든 사람들이 기대했던 것보다 훨씬 더 거대하고 장엄하다. 라나는 다섯 번째이자 가장 훌륭한 음반으로 하여금 아메리칸 드림의 추악함을 돌아보면서, 화려함과 위험에 대한 우리 나라에 대한 가장 뒤틀린 환상을 깊이 감추고 있다."고 언급하면서 라나 델 레이가 결국 팝의 클래식을 만들었다고 평하였다.
NME의 리안 달리는 별 다섯 개를 주면서, "모든 것이 라나처럼 느껴진다. 정확히 라나가 원했던 것처럼"이라고 표현하며, 5집 음반을 표현하고 노래로 구현하는 방식이 굉장히 아름답다고 말하였다. 올뮤직에 리뷰를 남긴 프레드 토머스는 “'Norman Fucking Rockwell!'의 무성한 음색과 친밀한 서사가 황량함에서 희망을 끌어낸다"고 말하면서 별 네 개 반을 부여하였다. 옵저버에 글을 기재한 키티 엠파이어는 "클래식한 록 사운드와 뻔뻔한 가사가 돋보이는 이 미국의 음반은 그녀가 단순히 분위기를 떠올리는 것 이상을 할 수 있다는 것을 보여준다"고 이야기하였다.
조금 덜 긍정적인 음반에 대한 리뷰는 디 A.V. 클럽의 애니 잘레스키가 B를 부여하면서 "델 레이가 발매한 음반 중 가장 졸린 음반 중 하나이지만, 이 음반은 무언가를 말하고 있다… 분위기로 보았을 때, ‘Norman Fucking Rockwell!’은 델 레이의 신비스러움을 보존하면서 사운드를 더 앞으로 나아가게 하는 훌륭한 일을 한다"고 평하였던 것과, 가디언의 알렉시스 페트리디스가 음반을 듣는 것이 "대체로 짜증나고 좌절스러운 경험"이라고 표현하며, "8년 동안 5장의 음반을 발매했는데, 여전히 잘 나가는 이유를 설명할 수 있는 놀랄만한 일을 하고 있지는 않다"고 언급한 것 등이 있다. 또한 이와 비슷하게 데일리 텔레그래프의 닐 맥코믹도 "델 레이는 인기 있는 작품이 하나밖에 없는 가수와 비슷하지만, 아름답게 느껴진다"고 언급하였다.

### 수상 및 순위
“Norman Fucking Rockwell!"은 제62회 그래미 어워드에서 올해의 음반 부문에 후보로 올랐으나, 빌리 아일리시의 “When We All Fall Asleep, Where Do We Go?”이 수상하였다. 2019년에는 Q 어워즈에서도 올해의 음반 부문에 이름을 올렸으나, 폴스의 “Everything Not Saved Will Be Lost – Part 1”이 상을 가져갔다. NME가 개최하는 NME 어워드에서는 최우수 음반 부문에 후보로 올랐으며, 수상하였다. 또한 많은 매체에서 선정한 2019년 최고의 음반에서 1위 혹은 상위권을 차지하였다. 매년 평론가들이 투표하여 선정하는 패즈 & 잡에서는 35표를 받아 383 포인트를 얻어 9위로 선정되었다. 메타크리틱에서는 2019년에 발매된 음반 중 16번째로 높은 점수를 받았으며, 평론가가 선정한 목록에서는 133 포인트를 얻으면서 그해 1위로 선정되었다.
| 매체                   | 주제                                               | 순위 | 출처   |
| ---------------------- | -------------------------------------------------- | ---- | ------ |
| 가디언                 | 2019년 최고의 음반 50장                            | 1    | [ 25 ] |
| 굿 모닝 아메리카       | 2019년 최고의 음반 50장                            | 37   | [ 26 ] |
| 내셔널 퍼블릭 라디오   | 켄 터커 선정 2019년 음반 톱 10장                   | 1    | [ 27 ] |
| 내셔널 퍼블릭 라디오   | 2019년 최고의 음악                                 | 19   | [ 28 ] |
| 뉴욕 타임스            | 뉴욕 타임스: 존 카라마니카의 2019년 최고의 음반    | 6    | [ 29 ] |
| 뉴욕 타임스            | 뉴욕 타임스: 존 파렐레스의 2019년 최고의 음반      | 7    | [ 29 ] |
| 데이즈드               | 2019년 최고의 음반 20장                            | 2    | [ 30 ] |
| 디 A.V. 클럽           | 2019년 최고의 음반 20장                            | 8    | [ 31 ] |
| 디 애틀랜틱            | 2019년 최고의 음반 18장                            | ―    | [ 32 ] |
| 더 라인 오브 베스트 핏 | 2019년 최고의 음반 순위                            | 15   | [ 33 ] |
| 로스앤젤레스 타임스    | 2019년 최고의 음반                                 | 2    | [ 34 ] |
| 롤링 스톤              | 2019년 최고의 음반 50장                            | 3    | [ 35 ] |
| 뮤직OMH                | 뮤직OMH의 2019년 톱 음반 50장                      | 10   | [ 36 ] |
| 바이스                 | 2019년 최고의 음반 100장                           | 2    | [ 37 ] |
| 버라이어티             | 2019년 최고의 음반                                 | 2    | [ 38 ] |
| 벌처                   | 2019년 최고의 음반                                 | 7    | [ 39 ] |
| 빌보드                 | 2019년 최고의 음반 50장: 스태프 선정               | 6    | [ 40 ] |
| 스테레오검             | 2019년 최고의 음반 50장                            | 1    | [ 41 ] |
| 스푸트니크뮤직         | 스태프 선정 2019년 최고의 음반 50장                | 2    | [ 42 ] |
| 스핀                   | 2019년 최고의 음반 10장                            | 3    | [ 43 ] |
| 슬랜트 매거진          | 2019년 최고의 음반 25장                            | 1    | [ 44 ] |
| 슬레이트               | 2019년 최고의 음반                                 | ―    | [ 45 ] |
| 시드니 모닝 헤럴드     | 2019년 최고의 음반 10장                            | ―    | [ 46 ] |
| 야후! 엔터테인먼트     | 야후 엔터테인먼트의 스태프 선정 2019년 최고의 음반 | 3    | [ 47 ] |
| 언더 더 레이더         | 언더 더 레이더의 2019년 최고의 음반 100장          | 19   | [ 48 ] |
| 업록스                 | 2019년 최고의 음반                                 | 1    | [ 49 ] |
| 에스콰이어             | 2019년 최고의 음반 50장                            | ―    | [ 50 ] |
| 엔터테인먼트 위클리    | 2019년 최고의 음반                                 | 9    | [ 51 ] |
| 올뮤직                 | 올뮤직 2019년 베스트                               | ―    | [ 52 ] |
| 워싱턴 포스트          | 2019년 최고의 음반 10장                            | 1    | [ 53 ] |
| 월스트리트 저널        | 2019년 최고의 음악                                 | ―    | [ 54 ] |
| 익스클레임!            | 2019년 최고의 팝/록 음반 20장                      | 1    | [ 55 ] |
| 인디펜던트             | 2019년 최고의 음반 50장                            | 2    | [ 56 ] |
| 컨시퀀스 오브 사운드   | 2019년 최고의 음반 50장                            | 9    | [ 57 ] |
| 컴플렉스               | 2019년 최고의 음반                                 | 18   | [ 58 ] |
| 크랙 매거진            | 올해의 음반 50장                                   | 8    | [ 59 ] |
| 클래시                 | 클래시 2019년 최고의 음반                          | 22   | [ 60 ] |
| 타임                   | 2019년 최고의 음반 10장                            | 4    | [ 61 ] |
| 선데이 타임스          | 올해의 레코드 톱 100                               | 7    | [ 62 ] |
| 팝매터스               | 2019년 최고의 음반 70장                            | 3    | [ 63 ] |
| 페이더                 | 2019년 최고의 음반                                 | ―    | [ 64 ] |
| 페이스트               | 2019년 최고의 음반 50장                            | 19   | [ 65 ] |
| 페이스트               | 2019년 최고의 팝 음반 15장                         | 4    | [ 66 ] |
| 피치포크               | 2019년 최고의 음반 50장                            | 1    | [ 67 ] |
| 피플                   | 피플 선정 2019년 최고의 음반 10장                  | 5    | [ 68 ] |
| GQ                     | 2019년 페이버릿 음반 21장                          | ―    | [ 69 ] |
| GQ                     | 2019년을 대단하게 만든 음반                        | 7    | [ 70 ] |
| NME                    | 2019년 최고의 음반 50장                            | 3    | [ 71 ] |
| Us 위클리              | 2019년 최고의 음반 10장                            | 9    | [ 72 ] |
| USA 투데이             | 2019년 최고의 음반                                 | 4    | [ 73 ] |

## 상업적 성과
미국에서 “Norman Fucking Rockwell!”은 6만 6천의 피지컬 음반 판매를 포함하여, 10만 4천의 앨범 등가 단위를 기록하면서 빌보드 200 차트에서 3위로 데뷔하였다. 이는 라나 델 레이의 여섯 번째 미국 차트 10위권 내 진입 음반이 되었다. 그 다음주 자 차트에서는 3만 5천을 기록하면서 9위로 하락하였고, 총 25주간 빌보드 200 차트에 머물렀다. 톱 얼터너티브 앨범 차트에서는 최고 순위 1위를 기록하면서 라나 델 레이의 네 번째 얼터너티브 앨범 차트 1위 음반이 되었으며, 이후 32주 동안 차트에 이름을 올렸다. 2019년 연말 차트에서는 각각 182와 16위를 기록하였으며, 이듬해에는 톱 얼터너티브 차트에서 22위를 기록하였다.
영국 음반 차트에서는 31,539장의 판매로 “Ultraviolence” 이후 영국에서 두 번째로 큰 음반 판매량을 기록하면서 1위로 데뷔하였다. 또한 라나 델 레이의 네 번째 영국 음반 차트 1위 음반으로, 이로 인해 라나 델 레이는 테일러 스위프트와 함께 2010년대 영국 음반 차트에서 가장 많은 1위 음반을 발매한 여성 가수가 되었다. 이후 판매량 10만을 달성하면서 영국 축음기 협회로부터 골드를 인증받았다. 또한 2019년 연말 차트에서 70위에 이름을 올렸다.
이외에도 아르헨티나, 에스토니아, 리투아니아, 포르투갈, 스코틀랜드, 스위스 음반 차트에서 1위를 기록하였으며, 아일랜드, 캐나다, 오스트레일리아, 뉴질랜드, 프랑스 등 많은 국가의 차트에서 5위 이내의 상위권 순위를 기록하였다.

## 곡 목록
| #             | 제목                                                                  | 작사·작곡                                                                                             | 프로듀서                                         | 재생 시간 |
| ------------- | --------------------------------------------------------------------- | --- | ------------------------------------------------ | --------- |
| 1.            | Norman fucking Rockwell                                               | 라나 델 레이 잭 안토노프                                                                              | 델 레이 안토노프                                 | 4:08      |
| 2.            | Mariners Apartment Complex                                            | 델 레이 안토노프                                                                                      | 델 레이 안토노프                                 | 4:06      |
| 3.            | Venice Bitch                                                          | 델 레이 안토노프                                                                                      | 델 레이 안토노프                                 | 9:38      |
| 4.            | Fuck it I love you                                                    | 델 레이 안토노프 앤드류 왓 [b] 루이스 벨 [b]                                                          | 델 레이 [a] 안토노프 왓 [b] 벨 [b]               | 3:38      |
| 5.            | Doin' Time                                                            | 브래들리 노웰 릭 루빈 애덤 호로비츠 마셜 굿맨 이라 거슈윈 듀보즈 헤이워드 도로시 헤이워드 조지 거슈윈 | 왓 해피 페레즈                                   | 3:22      |
| 6.            | Love song                                                             | 델 레이 안토노프                                                                                      | 델 레이 안토노프                                 | 3:49      |
| 7.            | Cinnamon Girl                                                         | 델 레이 안토노프                                                                                      | 델 레이 안토노프                                 | 5:00      |
| 8.            | How to disappear                                                      | 델 레이 안토노프                                                                                      | 델 레이 안토노프                                 | 3:48      |
| 9.            | California                                                            | 델 레이 재커리 도스                                                                                   | 델 레이 안토노프 [a] 도스                        | 5:05      |
| 10.           | The Next Best American Record                                         | 델 레이 릭 노웰스                                                                                     | 노웰스 키에런 멘지스 딘 레이드 마이티 마이크 [c] | 5:49      |
| 11.           | The greatest                                                          | 델 레이 안토노프                                                                                      | 델 레이 안토노프                                 | 5:00      |
| 12.           | Bartender                                                             | 델 레이 노웰스                                                                                        | 델 레이 [a] 노웰스                               | 4:23      |
| 13.           | Happiness is a butterfly                                              | 델 레이 안토노프 노웰스                                                                               | 델 레이 안토노프 노웰스 [c]                      | 4:32      |
| 14.           | hope is a dangerous thing for a woman like me to have - but I have it | 델 레이 안토노프                                                                                      | 델 레이 안토노프                                 | 5:24      |
| 총 재생 시간: | 총 재생 시간:                                                         | 총 재생 시간:                                                                                         | 총 재생 시간:                                    | 67:43     |

참고
- 디지털 싱글 버전으로 발매된 〈Fuck It I Love You〉는 음반 버전의 노래에 수록된 크레딧과 차이가 있다.[74]
- ^[a]  실물 발매에서만 크레딧에 이름을 올렸다.
- ^[b]  디지털 발매에서만 크레딧에 이름을 올렸다.
- ^[c]  추가 프로듀서를 의미한다.
- ^[d]  〈Hope Is a Dangerous Thing for a Woman like Me to Have – but I Have It〉의 실물 음반에는 아웃트로까지 포함하여 총 5:58초가 재생된다.
- 〈Mariners Apartment Complex〉, 〈Venice Bitch〉, 〈Cinnamon Girl〉과 〈The Next Best American Record’〉는 타이틀 케이스 방식으로 표기되어 있으며, 〈Hope Is a Dangerous Thing for a Woman like Me – but I Have It〉은 모든 글자가 소문자로 이루어져 있다. 그 외의 곡은 센텐스 케이스로 작성되었다.[75]

## 크레딧
| 기술 - 로라 시스크 – 레코딩 엔지니어링 (1–4, 6–9, 11, 13, 14), 믹싱 (1–4, 6–9, 11, 13, 14) - 잭 안토노프 – 레코딩 엔지니어링 (1–4, 6–9, 11, 13, 14), 믹싱 (1–4, 6–9, 11, 13, 14) - 폴 라말파 – 레코딩 엔지니어링 (5), 믹싱 (5) - 존 콩글턴 – 레코딩 엔지니어링 (9) - 딘 레이드 – 레코딩 엔지니어링 (9, 10), 믹싱 (10, 12) - 키에런 멘지스 – 레코딩 엔지니어링 (9, 10, 12), 믹싱 (10, 12) - 트레버 야수다 – 레코딩 엔지니어링 (10, 12) - 존 셰어 – 레코딩 엔지니어링 보조 (1–4, 6–9, 11, 13) - 데릭 스톡웰 – 레코딩 엔지니어링 보조 (3) - 그렉 엘리아슨 – 레코딩 엔지니어링 보조 (3) - 벤 플레처 – 레코딩 엔지니어링 보조 (4) - 빌리 커멜라 – 레코딩 엔지니어링 보조 (4) - 존 루니 – 레코딩 엔지니어링 보조 (4, 9) - 테이트 맥도웰 – 레코딩 엔지니어링 보조 (8, 11) - 니콜라스 조도인 – 레코딩 엔지니어링 보조 (9) - 트래비스 파부르 – 레코딩 엔지니어링 보조 (9) - 존 크리스토퍼 피 – 레코딩 엔지니어링 보조 (10) - 크리스 록웰 – 레코딩 엔지니어링 보조 (10) - 세르반 게네이아 – 믹싱 (2) - 존 헤인스 – 믹스 엔지니어링 (2) - 앤드류 왓 – 믹싱 (5) - 크리스 게링거 – 마스터링 (1–4, 6–14) - 윌 퀸넬 – 마스터링 엔지니어링 보조 (1–4, 6–9, 11, 13, 14) - 데이브 커치 – 마스터링 (5) | 음악가 - 라나 델 레이 – 보컬, 호른 (9) - 잭 안토노프 – 키보드 (1–4, 6–8, 11, 13), 피아노 (1–4, 6–8, 11, 13, 14), 드럼 (2–4, 8, 11), 프로그래밍 (2–4, 6–8, 11, 13), 어쿠스틱 기타 (2–4, 8, 11), 전기 기타 (2–4, 6–8, 11, 13), 신시사이저 (3), 퍼커션 (8), 비브라폰 (8) - 에반 스미스 – 색소폰 (1, 11), 플루트 (11) - 필립 피터슨 – 바리톤 (1), 첼로 (1, 6, 11), 플루겔호른 (1) - 빅토리아 파커 – 바이올린(1, 6, 11) - 로라 시스크 – 추가 프로그래밍 (2) - 채드 스미스 - 드럼 (4) - 마이키 프리덤 하트 – 키보드 (4), 멜로트론 (9), 피아노 (9), 드럼 (10), 프로그래밍 (10) - 앤드류 왓 – 인스트루멘테이션 (5), 프로그래밍 (5), 기타 (5) - 에릭 윌슨 – 베이스 기타 (5) - 조시 프리스 – 드럼 (5) - 버드 거프 – 드럼 (5) - 게일 래번트 – 하프 (5) - 우지 비프 – 하프 (9) - 재커리 도스 – 피아노 (9) - 로렌 험프리 – 드럼 (9) - 대런 웨이스 – 드럼 (9) - 마이크 리들버거 – 드럼 (9) - 션 허친슨 – 드럼 (9) - 에반 웨이스 – 기타 (9) - 벤지 라이사트 – 기타 (9) - 타일러 파크포드 – 해먼드 B3 (9) - 딘 레이드 – 베이스기타 (9), 키보드 (10), 기타 (10), FX (10), 프로그래밍 (10) - 키에론 멘지스 – 멜로트론 (9), 드럼 (10), FX (10), 프로그래밍 (10) - 릭 노웰스 – 키보드 (10), acoustic 기타 (10), 피아노 (12) - 그레이스 왕 – 키보드 (1) - 잭 레이 – 키보드 (10) - 데이비드 레비타 – 기타 (10) |

## 차트
| 차트 (2019)                               | 최고 순위 |
| ----------------------------------------- | --------- |
| 아르헨티나 음반 차트 (CAPIF)              | 1         |
| 오스트레일리아 음반 차트 (ARIA)           | 4         |
| 오스트리아 음반 차트 (Ö3 오스트리아)      | 7         |
| 벨기에 음반 차트 (울트라톱 플랑드르)      | 2         |
| 벨기에 음반 차트 (울트라톱 왈로니아)      | 3         |
| 캐나다 음반 차트 (빌보드)                 | 3         |
| 체코 음반 차트 (ČNS IFPI)                 | 4         |
| 덴마크 음반 차트 (히트리슨)               | 3         |
| 네덜란드 음반 차트 (앨범 톱 100)          | 4         |
| 에스토니아 음반 차트 (에스티 엑스프레스)  | 1         |
| 핀란드 음반 차트 (수오멘 비랄리넨 리스타) | 6         |
| 프랑스 음반 차트 (SNEP)                   | 4         |
| 독일 음반 차트 (오피치엘 톱 100)          | 5         |
| 그리스 음반 차트 (IFPI)                   | 3         |
| 헝가리 음반 차트 (MAHASZ)                 | 15        |
| 아일랜드 음반 차트 (IRMA)                 | 2         |
| 이탈리아 음반 차트 (FIMI)                 | 5         |
| 일본 음반 차트 (오리콘)                   | 101       |
| 라트비아 음반 차트 (LAIPA)                | 8         |
| 리투아니아 음반 차트 (AGATA)              | 1         |
| 멕시코 음반 차트 (AMPROFON)               | 3         |
| 뉴질랜드 음반 차트 (RIMNZ)                | 5         |
| 노르웨이 음반 차트 (VG-리스타)            | 2         |
| 폴란드 음반 차트 (ZPAV)                   | 4         |
| 포르투갈 음반 차트 (AFP)                  | 1         |
| 스코틀랜드 음반 차트 (OCC)                | 1         |
| 대한민국 음반 차트 (가온)                 | 83        |
| 스페인 음반 차트 (푸로무시카에)           | 2         |
| 스웨덴 음반 차트 (스베리예토프리스탄)     | 2         |
| 스위스 음반 차트 (슈바이처 히트파라데)    | 1         |
| 영국 음반 차트 (OCC)                      | 1         |
| 미국 빌보드 200                           | 3         |
| 미국 톱 얼터너티브 음반 차트 (빌보드)     | 1         |

| 차트 (2019)                            | 순위 |
| -------------------------------------- | ---- |
| 벨기에 음반 차트 (울트라톱 플랑드르)   | 48   |
| 벨기에 음반 차트 (울트라톱 왈로니아)   | 112  |
| 네덜란드 음반 차트 (앨범 톱 100)       | 57   |
| 프랑스 음반 차트 (SNEP)                | 126  |
| 멕시코 음반 차트 (AMPROFON)            | 37   |
| 스위스 음반 차트 (슈바이처 히트파라데) | 64   |
| 영국 음반 차트 (OCC)                   | 70   |
| 미국 빌보드 200                        | 182  |
| 미국 얼터너티브 음반 차트 (빌보드)     | 16   |
| 차트 (2020)                            | 순위 |
| 벨기에 음반 차트 (울트라톱 플랑드르)   | 54   |
| 벨기에 음반 차트 (울트라톱 왈로니아)   | 168  |
| 미국 톱 얼터너티브 음반 차트 (빌보드)  | 22   |

## 인증 및 판매량
| 국가                               | 인증 | 판매량/출하량 |
| ---------------------------------- | ---- | ------------- |
| 덴마크 (IFPI Danmark)              | 골드 | 10,000        |
| 프랑스                             | —    | 31,000        |
| 폴란드 (ZPAV)                      | 골드 | 10,000        |
| 영국 (BPI)                         | 골드 | 100,000       |
| 판매량+스트리밍을 기반으로 한 인증 |      |               |

### 내용주
1. ↑  원가사: "LA's in flames, it's getting hot."

### 참조주
1. ↑  민스커, 에반 (2018년 1월 28일). “Lana Del Rey Teases New Song “Bartender””. 《피치포크》. 2021년 4월 7일에 확인함.
2. ↑  김도헌 (2019년 9월 30일). “트럼프 시대, 상실한 아메리칸드림 노래하는 '캘리포니아 걸'”. 《오마이스타》. 2021년 4월 10일에 확인함.
3. ↑  “10월에 주목할 책, 전시, 음악”. 《엘르》. 2019년 10월 2일. 2021년 4월 10일에 확인함.
4. ↑  피콕, 팀 (2019년 7월 31일). “Lana Del Rey Reveals Cover Art, Release Date For New Album ‘Norman F__king Rockwell!’”. 《U디스커버 뮤직》. 2021년 7월 31일에 확인함.
5. ↑  실버, 조셀린 (2019년 12월 18일). “Duke Nicholson, Jack’s Grandson and Lana Del Rey Cover Model, Gives First-Ever Interview”. 《W》. 2021년 4월 7일에 확인함.
6. 1 2  “Norman Fucking Rockwell by Lana Del Rey reviews”. 《AnyDecentMusic?》. 2021년 4월 7일에 확인함.
7. 1 2  “Norman Fucking Rockwell! by Lana Del Rey Reviews and Tracks”. 《메타크리틱》. 2021년 4월 7일에 확인함.
8. 1 2  달리, 리안 (2019년 8월 30일). “Lana Del Rey – 'Norman Fucking Rockwell!' review”. 《NME》. 2021년 4월 8일에 확인함.
9. 1 2  펠리, 젠 (2019년 9월 3일). “Lana Del Rey: Norman Fucking Rockwell!”. 《피치포크》. 2021년 4월 8일에 확인함.
10. ↑  물턴, 케이티 (2019년 9월 1일). “Lana Del Rey Shines Through an American Fog on Norman Fucking Rockwell!”. 《컨시퀀스 오브 사운드》. 2019년 9월 2일에 확인함.
11. ↑  “LANA DEL REY BRINGS SOCAL ENNUI TO THE MASSES WITH THE ASTONISHING 'NORMAN FUCKING ROCKWELL'”. 《팝매터스》. 2019년 9월 4일. 2021년 4월 8일에 확인함.
12. 1 2  토머스, 프레드. “Norman Fucking Rockwell! – Lana Del Rey”. 올뮤직. 2021년 4월 7일에 확인함.
13. 1 2  셰필드, 롭 (2019년 8월 30일). “Lana Del Rey Builds Her Most Elaborate Fantasies Yet on 'Norman F-cking Rockwell'”. 《롤링 스톤》. 2021년 4월 8일에 확인함.
14. 1 2  엠파이어, 키티 (2019년 8월 31일). “Lana Del Rey: Norman Fucking Rockwell review – stops you in your tracks”. 《옵저버》. 2021년 4월 8일에 확인함.
15. 1 2  페트리디스, 알렉시스 (2019년 8월 30일). “Lana Del Rey: Norman Fucking Rockwell! review – an artist you can depend on”. 《가디언》. 2021년 4월 8일에 확인함.
16. ↑  폴러드, 알렉산드라 (2019년 8월 29일). “Lana Del Rey's new album is the singer at her most assertive”. 《인디펜던트》. 2021년 4월 8일에 확인함.
17. 1 2  “Lana Del Rey goes confessional on the meandering Norman Fucking Rockwell”. 《디 A.V. 클럽》. 2019년 9월 3일. 2020년 2월 19일에 원본 문서에서 보존된 문서. 2021년 4월 7일에 확인함.
18. ↑  맥코믹, 닐 (2019년 8월 30일). “Lana Del Rey, Norman F______ Rockwell!, review: she's a one-trick pony, but what a beautiful trick it is”. 《데일리 텔레그래프》. 2021년 4월 8일에 확인함.
19. ↑  “2020 GRAMMY Awards: Complete Nominees List”. 《GRAMMY.com》. 2019년 11월 18일. 2021년 4월 8일에 확인함.
20. ↑  엠블리, 조칸 (2019년 9월 12일). “Stormzy, Dave and Little Simz nominated for 2019 Q Awards”. 《이브닝 스탠더드》. 2021년 4월 8일에 확인함.
21. ↑  무어, 샘 (2020년 2월 12일). “Lana Del Rey wins Best Album In The World at NME Awards 2020”. 《NME》. 2021년 4월 8일에 확인함.
22. ↑  마치, 킴 (2020년 1월 8일). “Village Voice Pazz & Jop Rip-Off Poll’s Best Albums of 2019”. 《플루드》. 2021년 4월 10일에 확인함.
23. ↑  디에즈, 제이슨 (2019년 12월 20일). “THE BEST ALBUMS OF 2019”. 《메타크리틱》. 2022년 4월 7일에 원본 문서에서 보존된 문서. 2021년 4월 8일에 확인함.
24. ↑  디에즈, 제이슨 (2019년 12월 2일). “BEST OF 2019: MUSIC CRITIC TOP TEN LISTS”. 《메타크리틱》. 2019년 12월 3일에 원본 문서에서 보존된 문서. 2021년 4월 8일에 확인함.
25. ↑  “The 50 best albums of 2019: the full list”. 《가디언》. 2019년 12월 20일. 2021년 4월 10일에 확인함.
26. ↑  라이블, 알란 (2019년 12월 26일). “50 of the best albums of 2019”. 《굿 모닝 아메리카》. 2021년 4월 11일에 확인함.
27. ↑  터커, 켄 (2019년 12월 9일). “Women Dominated 2019: Ken Tucker Picks His Top 10 Albums Of The Year”. 《내셔널 퍼블릭 라디오》. 2021년 4월 10일에 확인함.
28. ↑  “Best Music Of 2019”. 내셔널 퍼블릭 라디오. 2019년 12월 11일. 2021년 4월 11일에 확인함.
29. ↑  카라마니카, 존 (2019년 12월 5일). “Best Albums of 2019”. 《뉴욕 타임스》. 2021년 4월 11일에 확인함.
30. ↑  “The 20 best albums of 2019”. 《데이즈드》. 2019년 12월 11일. 2021년 4월 11일에 확인함.
31. ↑  밀러, 셰넌 (2019년 12월 19일). “The 20 Best Albums of 2019”. 디 A.V. 클럽. 2019년 12월 23일에 원본 문서에서 보존된 문서. 2021년 4월 11일에 확인함.
32. ↑  파커, 해나; 스펜서, 조지스; 제임스, 콘해버 (2019년 12월 10일). “The 18 Best Albums of 2019”. 《디 애틀랜틱》. 2021년 4월 11일에 확인함.
33. ↑  “The Best Albums of 2019 Ranked”. 《더 라인 오브 베스트 핏》. 2019년 12월 20일. 2021년 4월 11일에 확인함.
34. ↑  우드, 미카엘 (2019년 12월 11일). “Best albums and songs of 2019: Solange, Lana del rey and the miracle that is 'Old Town Road'”. 《로스앤젤레스 타임스》. 2021년 4월 11일에 확인함.
35. ↑  “The 50 Best Albums of 2019”. 《롤링 스톤》. 2019년 12월 5일. 2021년 4월 10일에 확인함.
36. ↑  허버드, 마이클 (2019년 12월 21일). “musicOMH’s Top 50 Albums Of 2019”. 《뮤직OMH》. 2021년 4월 11일에 확인함.
37. ↑  “The 100 Best Albums of 2019”. 《노이지》. 2019년 12월 13일. 2021년 4월 10일에 확인함.
38. ↑  아스와드, 젬; 바커, 앤드류; 윌먼, 크리스 (2019년 12월 5일). “The Best Albums of 2019”. 《버라이어티》. 2021년 4월 10일에 확인함.
39. ↑  “The Best Albums of 2019 This year should be remebered as a bridge between music's past and future”. 《벌처》. 2019년 12월 4일. 2021년 4월 11일에 확인함.
40. ↑  파커, 해나; 스펜서, 조지스; 제임스, 콘해버 (2019년 12월 10일). “50 Best Albums of 2019: Staff Picks”. 《빌보드》. 2021년 4월 11일에 확인함.
41. ↑  “The 50 Best Albums Of 2019”. 《스테레오검》. 2019년 12월 3일. 2021년 4월 10일에 확인함.
42. ↑  스펜서, 트레이 (2019년 12월 20일). “Staff’s Top 50 Albums of 2019: 10 – 1”. 《스푸트니크뮤직》. 2021년 4월 11일에 확인함.
43. ↑  “The 10 Best Albums of 2019”. 《스핀》. 2019년 12월 17일. 2021년 4월 10일에 확인함.
44. ↑  “The 25 Best Albums of 2019”. 《슬랜트 매거진》. 2019년 12월 12일. 2021년 4월 10일에 확인함.
45. ↑  윌슨, 칼 (2019년 12월 10일). “The Best Albums of 2019”. 《슬레이트》. 2021년 4월 11일에 확인함.
46. ↑  매티슨, 크레이그 (2019년 12월 12일). “The best 10 albums of 2019 (and a few that came close)”. 《시드니 모닝 헤럴드》. 2021년 4월 11일에 확인함.
47. ↑  “Yahoo Entertainment's staff picks for the best albums of 2019: From Billie to Bruce, Cave to Clark, Lana to Lizzo”. 《야후! 엔터테인먼트》. 2019년 12월 20일. 2021년 4월 11일에 확인함.
48. ↑  “Under the Radar’s Top 100 Albums of 2019 (Part 1)”. 《언더 더 레이더》. 2019년 12월 31일. 2021년 4월 11일에 확인함.
49. ↑  “The Best Albums Of 2019”. 《업록스》. 2019년 12월 2일. 2021년 4월 10일에 확인함.
50. ↑  오벤든, 올리비아 (2019년 11월 11일). “The Best Albums Of 2019 (So Far)”. 《에스콰이어》. 2021년 4월 11일에 확인함.
51. ↑  서스킨, 알렉스; 로드맨, 사라; 그린블랫, 레아 (2019년 12월 17일). “The Best Albums Of 2019”. 《엔터테인먼트 위클리》. 2021년 4월 11일에 확인함.
52. ↑  “AllMusic Best of 2019”. 《allmusic.com》. 올뮤직. 2021년 4월 11일에 확인함.
53. ↑  리처즈, 크리스 (2019년 12월 9일). “Best music of 2019: Lana Del Rey sings lullabies about the end of America”. 《워싱턴 포스트》. 2021년 4월 10일에 확인함.
54. ↑  리처드슨, 마크 (2019년 12월 12일). “The Best Music of 2019: In an Age of Short Attention Spans, the Album Is Alive and Well”. 《월스트리트 저널》. 2021년 4월 11일에 확인함.
55. ↑  “Exclaim!'s 20 Best Pop and Rock Albums of 2019”. 《익스클레임!》. 2019년 12월 4일. 2021년 4월 11일에 확인함.
56. ↑  “The 50 best albums of 2019 – from Tyler, the Creator’s IGOR to Weyes Blood’s Titanic Rising”. 《인디펜던트》. 2019년 12월 20일. 2021년 4월 11일에 확인함.
57. ↑  “Top 50 Albums of 2019”. 《컨시퀀스 오브 사운드》. 2019년 12월 2일. 2021년 4월 11일에 확인함.
58. ↑  “The Best Albums of 2019”. 《컴플렉스》. 2019년 12월 4일. 2020년 1월 23일에 원본 문서에서 보존된 문서. 2021년 4월 11일에 확인함.
59. ↑  “THE TOP 50 ALBUMS OF THE YEAR”. 《크랙》. 2021년 4월 11일에 확인함.
60. ↑  “Clash Albums of the Year 2019”. 《클래시》. 2019년 12월 18일. 2021년 4월 11일에 확인함.
61. ↑  R. 초, 앤드류; 브러너, 라이사 (2019년 11월 27일). “The 10 Best Albums of 2019”. 《타임》. 2021년 4월 11일에 확인함.
62. ↑  “The 100 best records of the year: from Nick Cave’s Ghosteen to Igor Levit’s Beethoven piano sonatas, we pick the best pop, classical, jazz and world albums of 2019”. 《선데이 타임스》. 2019년 12월 1일. 2021년 4월 11일에 확인함.
63. ↑  “THE 70 BEST ALBUMS OF 2019”. 《팝매터스》. 2019년 12월 9일. 2021년 4월 10일에 확인함.
64. ↑  “The best albums of 2019”. 《페이더》. 2019년 12월 19일. 2021년 4월 11일에 확인함.
65. ↑  “The 50 Best Albums of 2019”. 《페이스트》. 2019년 12월 2일. 2021년 4월 11일에 확인함.
66. ↑  존슨, 엘렌 (2019년 12월 18일). “The 15 Best Pop Albums of 2019”. 《페이스트》. 2021년 4월 12일에 확인함.
67. ↑  “The 50 Best Albums of 2019”. 《피치포크》. 2019년 12월 10일. 2021년 4월 10일에 확인함.
68. ↑  루벤스테인, 재닌; 넬슨, 제프 (2019년 12월 31일). “PEOPLE Picks the 10 Best Albums of 2019: Ariana Grande, Lizzo, Taylor Swift and More!”. 《피플》. 2021년 4월 11일에 확인함.
69. ↑  “21 of Our Favorite Albums That Made 2019”. 《GQ》. 2019년 12월 3일. 2021년 4월 11일에 확인함.
70. ↑  콘로드, 애나; 레브슬리, 데이비드; 존스턴, 캐슬린; 베리, 토머스; 포멧시, 올리브 (2019년 12월 27일). “The albums that made 2019 great again”. 《GQ》. 2021년 4월 11일에 확인함.
71. ↑  “The 50 best albums of 2019”. 《NME》. 2019년 12월 16일. 2021년 4월 10일에 확인함.
72. ↑  호트먼, 니콜라스 (2019년 12월 12일). “10 Best Albums of 2019”. 《Us 위클리》. 2021년 4월 11일에 확인함.
73. ↑  “Best albums of 2019: Billie Eilish and Lana Del Rey make Top 10 list”. 《USA 투데이》. 2019년 12월 17일. 2021년 4월 11일에 확인함.
74. ↑  “Norman Fucking Rockwell! on Tidal”. 《listen.tidal.com》 (영어). 트랙 4번의 프로덕션 크레딧. 2021년 4월 8일에 확인함.
75. ↑  lanadelrey (2019년 7월 31일). “NORMAN FUCKING ROCKWELL out August 30th Made with @jackantonoff #ricknowels #zachdawes Photo by @yourgirlchuck w #dukenicholson” (트윗). 2019년 7월 31일에 확인함.
76. ↑  “Los discos más vendidos de la semana”. 2019년 9월 7일. 2020년 2월 18일에 원본 문서에서 보존된 문서. 2021년 4월 10일에 확인함.
77. ↑  “Jaaroverzichten 2019”. 울트라톱. 2019년 12월 20일에 확인함.
78. ↑  “Rapports Annuels 2019”. 울트라톱. 2019년 12월 20일에 확인함.
79. ↑  “Jaaroverzichten – Album 2019”. 《dutchcharts.nl》. 2020년 1월 5일에 확인함.
80. ↑  “Top de l'année Top Albums 2019” (프랑스어). SNEP. 2020년 2월 22일에 원본 문서에서 보존된 문서. 2020년 1월 8일에 확인함.
81. ↑  “Top 100 México - Los más vendidos 2019” (스페인어). Asociación Mexicana de Productores de Fonogramas y Videogramas. 2020년 1월 25일에 원본 문서에서 보존된 문서. 2020년 1월 25일에 확인함.
82. ↑  “Schweizer Jahreshitparade 2019”. 《hitparade.ch》. 2019년 12월 31일에 확인함.
83. ↑  “End of Year Album Chart Top 100 – 2019”. Official Charts Company. 2020년 1월 4일에 확인함.
84. ↑  “Top Billboard 200 Albums – Year-End 2019”. 《빌보드》. 2019년 12월 5일에 확인함.
85. ↑  “Top Alternative Albums – Year-End 2019”. 《빌보드》. 2019년 12월 5일에 확인함.
86. ↑  “Jaaroverzichten 2020”. 울트라톱. 2020년 12월 18일에 확인함.
87. ↑  “Rapports Annuels 2020”. 울트라톱. 2020년 12월 18일에 확인함.
88. ↑  “Top Alternative Albums – Year-End 2020”. 《빌보드》. 2020년 12월 5일에 확인함.
89. ↑  “Danish album certifications – Lana Del Ray – Norman Fucking Rockwell” (영어). IFPI Danmark.
90. ↑  “Angèle, Nekfeu et Johnny Hallyday en tête des meilleures ventes d'albums en 2019”. aficia. 2020년 2월 5일에 확인함.
91. ↑  “Wyróżnienia - Złote płyty CD - Archiwum  - Przyznane w 2020 roku” (폴란드어). 폴란드 축음기 산업 협회.
92. ↑  “British album certifications – Lana Del Rey – Norman F**King Rockwell” (영어). 영국 축음기 협회. Select albums in the Format field. Select 골드 in the Certification field. Type Norman F**King Rockwell in the "Search BPI Awards" field and then press Enter.